# Miroslav Bulešić
Miroslav Bulešić (Zabroni, 13 maggio 1920 – Lanischie, 24 agosto 1947) è stato un presbitero croato.
Nacque a Zabroni, piccolo paese legato alla parrocchia di Sanvincenti, in Istria.
Il giovane Miroslav si formò nei seminari di Gorizia e di Capodistria; ebbe poi modo di perfezionare i propri studi presso l'Università Gregoriana di Roma, alunno del Seminario Francese e poi del Seminario Lombardo. Nel pieno del secondo conflitto mondiale, la domenica dell'11 aprile 1943 fu ordinato sacerdote per la diocesi di Parenzo e Pola. Visse il proprio ministero prima presso le parrocchie di Monpaderno e di Canfanaro, poi nel seminario di Pisino, dove fu professore e vicerettore.
Il 24 agosto 1947, egli accompagnava nella parrocchia di Lanischie mons. Jakob Ukmar, delegato del vescovo di Trieste e Capodistria, per l'amministrazione delle cresime. I sacerdoti furono attaccati da alcuni partigiani comunisti che volevano profanare il tabernacolo, che Miroslav difese con le sue stesse mani riuscendo a salvare il pane eucaristico lì conservato. Gli aggressori tornarono all'attacco ferendo gravemente mons. Ukmar e colpendo a morte don Miroslav con bastonate e coltellate alla gola. Questo il suo martirio in odio alla fede.
È stato beatificato come martire a Pola il 28 settembre 2013 nella celebrazione eucaristica presieduta nell'antico anfiteatro romano dal cardinale Angelo Amato in rappresentanza di papa Francesco.

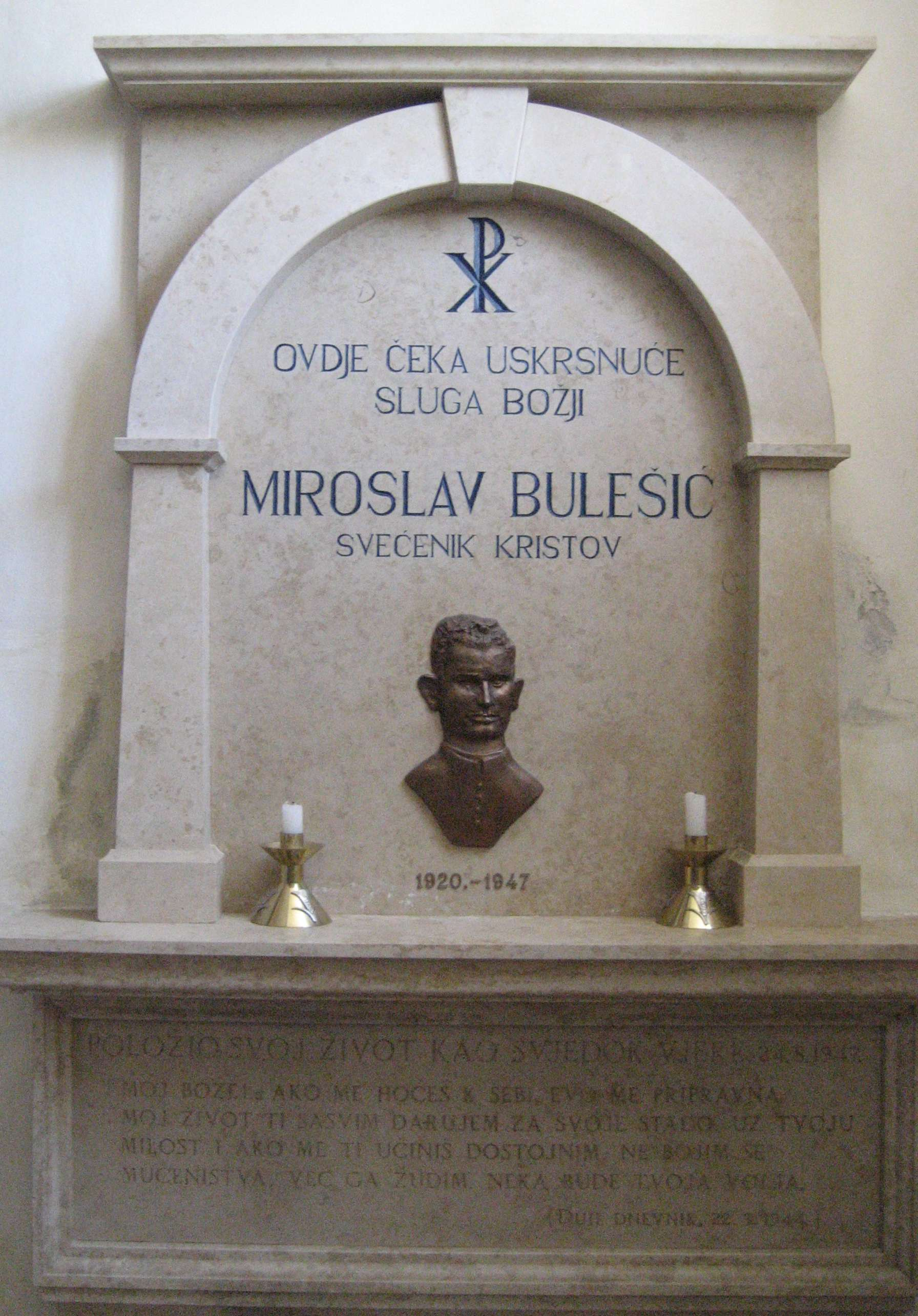